# Okręg wyborczy Great Bedwyn
Okręg wyborczy Great Bedwyn powstał w 1295 r. i wysyłał do angielskiej, a następnie brytyjskiej, Izby Gmin dwóch deputowanych. Okręg położony był w hrabstwie Wiltshire. Został zlikwidowany w 1832 r.

## Deputowani do brytyjskiej Izby Gmin z okręgu Great Bedwyn

### Deputowani w latach 1295-1640
- 1604–1611: John Rodney
- 1604–1611: Anthony Hungerford
- 1621–1622: Francis Popham
- 1621–1622: Thomas Carey

### Deputowani w latach 1640-1832
- 1640–1640: Charles Seymour
- 1640–1644: Walter Smith
- 1640–1644: Richard Harding
- 1646–1653: Edmund Harvey
- 1646–1648: Henry Hungerford
- 1659–1659: Thomas Manley
- 1659–1659: Henry Hungerford
- 1659–1660: Edmund Harvey
- 1660–1661: Robert Spencer
- 1660–1661: Thomas Gape
- 1661–1663: Duke Stonehouse
- 1661–1679: Henry Clerke
- 1663–1673: John Trevor
- 1673–1679: Daniel Finch
- 1679–1681: Francis Stonehouse
- 1679–1679: John Deane
- 1679–1681: William Finch
- 1681–1685: John Ernle
- 1681–1685: John Wildman
- 1685–1689: Lemuel Kingdon
- 1685–1689: Thomas Loder
- 1689–1690: Edmund Warneford
- 1689–1690: John Wildman
- 1690–1694: Anthony Cary, 5. wicehrabia Falkland
- 1690–1695: Jonathan Raymond
- 1694–1705: Francis Stonehouse
- 1695–1698: Ralph Delaval
- 1698–1701: Charles Davenant
- 1701–1702: Michael Mitford
- 1702–1705: James Bruce
- 1705–1705: George Byng
- 1705–1707: Nicholas Pollexfen
- 1705–1711: Charles Bruce, lord Bruce
- 1707–1707: Tracy Pauncefort
- 1707–1708: Nicholas Pollexfen
- 1708–1710: Samuel Sambrooke
- 1710–1715: Edward Seymour
- 1711–1715: Thomas Millington
- 1715–1722: Stephen Bisse
- 1715–1722: William Sloper
- 1722–1727: Robert Bruce
- 1722–1727: Charles Longueville
- 1727–1732: William Willys
- 1727–1729: George Legge, wicehrabia Lewisham
- 1729–1741: William Sloper
- 1732–1734: Francis Seymour
- 1734–1738: Robert Murray
- 1738–1741: Edward Popham
- 1741–1747: Edward Turner
- 1741–1754: Lascelles Metcalfe
- 1747–1756: William Sloper
- 1754–1761: Robert Hildyard
- 1756–1761: Robert Brudenell
- 1761–1767: Thomas Cotes
- 1761–1766: William Woodley
- 1766–1768: William Burke
- 1767–1768: Thomas Fludyer
- 1768–1768: James Brudenell
- 1768–1768: Robert Brudenell
- 1768–1774: William Burke
- 1768–1771: William Northey
- 1771–1774: Benjamin Hopkins
- 1774–1774: James Stopford, 2. hrabia Courtown, torysi
- 1774–1781: Paul Methuen
- 1774–1780: James Cecil, wicehrabia Cranborne
- 1780–1784: Merrick Burrell
- 1781–1784: Paul Cobb Methuen
- 1784–1790: James Graham, markiz Graham
- 1784–1790: Robert Manners
- 1790–1792: John Stuart, lord Doune
- 1790–1796: James Stopford, wicehrabia Stopford, torysi
- 1792–1796: Edward Hyde East
- 1796–1797: Thomas Bruce
- 1796–1802: John Wodehouse
- 1797–1806: Robert Buxton
- 1802–1806: Nathaniel Holland
- 1806–1807: James Stopford, wicehrabia Stopford, torysi
- 1806–1818: James Henry Leigh, torysi
- 1807–1807: Vicary Gibbs, torysi
- 1807–1832: John Nicholl, torysi
- 1818–1832: John Jacob Buxton, torysi